# Tribo (Roma Antiga)
As tribos romanas foram a organização social básica da Roma Antiga, que determinaram o surgimento de diversas organizações políticas, como as gentes e o tribuno.

## Histórico
Na sua formação inicial as populações de Roma compreendiam as famílias e estas, reunidas, formavam as cúrias que, unidas, formavam as tribos - e que se caracterizavam pela adoração comum de uma mesma divindade coletiva.
Cada cúria possuía do seu chefe, chamado curião, cuja função principal era a de presidir aos rituais religiosos; a reunião de várias cúrias formava a tribo. Também a ela cabia um altar comum, dedicado a um deus - originado, assim como nas famílias e cúrias, de algum heroi do lugar feito divino e do qual a tribo retirava seu nome; o ritual comum, em que toda a tribo tomava parte, tinha seu ponto alto um banquete; seu chefe era, então, o tribuno (em latim - tribunus).
Havia, ao final, 35 tribos - quatro urbanas e trinta e uma rurais.

## Lista das tribos
| Abreviação | Nome da tribo        | Tipo         | Data de creação | #      |
| ---------- | -------------------- | ------------ | --------------- | ------ |
| AEM        | Aemilia              | Tribo rural  | 534 a.C.        | VIII   |
| ANI        | Aniensis             | Tribo rural  | 299 a.C.        | XXIV   |
| ARN        | Arnensis             | Tribo rural  | 387 a.C.        | XXXV   |
| CAM        | Camilia              | Tribo rural  | 534 a.C.        | XXIII  |
| CLA        | Claudia              | Tribo rural  | 504 a.C.        | XXII   |
| CLU        | Clustumina           | Tribo rural  | 495 a.C.        | XXVIII |
| COL        | Collina              | Tribo urbana | 534 a.C.        | IV     |
| COR        | Cornelia             | Tribo rural  | 534 a.C.        | XXI    |
| ESQ        | Esquilina            | Tribo urbana | 534 a.C.        | III    |
| FAB        | Fabia                | Tribo rural  | 534 a.C.        | XXV    |
| FAL        | Falerna              | Tribo rural  | 318 a.C.        | XIII   |
| GAL        | Galeria              | Tribo rural  | 534 a.C.        | XXXIII |
| HOR        | Horatia              | Tribo rural  | 534 a.C.        | IX     |
| LEM        | Lemonia              | Tribo rural  | 534 a.C.        | XIV    |
| MAE        | Maecia               | Tribo rural  | 332 a.C.        | X      |
| MEN        | Menenia              | Tribo rural  | 534 a.C.        | XIX    |
| OVF        | Oufentina            | Tribo rural  | 318 a.C.        | XVI    |
| PAL        | Palatina             | Tribo urbana | 534 a.C.        | II     |
| PAP        | Papiria              | Tribo rural  | 534 a.C.        | XV     |
| POB        | Publilia ou Poblilia | Tribo rural  | 358 a.C.        | XX     |
| POL        | Pollia               | Tribo rural  | 534 a.C.        | XXVI   |
| POM        | Pomptina             | Tribo rural  | 358 a.C.        | XII    |
| PVP        | Pupinia              | Tribo rural  | 534 a.C.        | XVIII  |
| QVI        | Quirina              | Tribo rural  | 241 a.C.        | XXIX   |
| ROM        | Romilia              | Tribo rural  | 534 a.C.        | V      |
| SAB        | Sabatina             | Tribo rural  | 387 a.C.        | XXXIV  |
| SCA        | Scaptia              | Tribo rural  | 332 a.C.        | XI     |
| SER        | Sergia               | Tribo rural  | 534 a.C.        | XXVII  |
| STE        | Stellatina           | Tribo rural  | 387 a.C.        | XXXI   |
| SVB        | Suburana             | Tribo urbana | 534 a.C.        | I      |
| TER        | Teretina             | Tribo rural  | 299 a.C.        | XVII   |
| TRO        | Tromentina           | Tribo rural  | 389 a.C.        | XXXII  |
| VEL        | Velina               | Tribo rural  | 241 a.C.        | XXX    |
| VOL        | Voltinia             | Tribo rural  | 534 a.C.        | VI     |
| VOT        | Voturia ou Veturia   | Tribo rural  | 534 a.C.        | VII    |

## Localiazação das tribos urbanas
1. Colina (compreendia o Monte Quirinal)
2. Esquilina (compreendia o Monte Esquilino)
3. Palatina (compreendia o Monte Palatino)
4. Suburana (compreendia o Monte Célio)